# Ibanez Filho
Ibáñez Lima Filho (Santana do Livramento, 10 de setembro de 1926 — Rio de Janeiro, 2 de novembro de 2006) foi um ator, diretor e produtor de televisão e cinema do Brasil. 
Iniciou a carreira no filme O Craque (1953), de José Carlos Burle. Em 1995, dirigido por Walter Avancini e Régis Cardoso, fez seu último trabalho, na telenovela Tocaia Grande. Foi durante alguns anos diretor do Teatro Vila Lobos - Copacabana/RJ e diretor de elenco da extinta TV Manchete, tendo participado da captação de novos talentos.

## Carreira

### No cinema
| Ano  | Título                              | Personagem                       |
| ---- | ----------------------------------- | -------------------------------- |
| 1989 | Solidão, uma Linda História de Amor |                                  |
| 1985 | Femmine in fuga                     |                                  |
| 1983 | Estranho Jogo do Sexo               | Vitor                            |
| 1982 | Escalada da Violência               | Delegado Malta                   |
| 1982 | Os Três Palhaços e o Menino         |                                  |
| 1974 | A Viúva Virgem                      | Furunga                          |
| 1966 | Cristo de Lama                      | Bodegueiro                       |
| 1961 | Teus Olhos Castanhos                | (roteirista, produtor e diretor) |
| 1959 | Depois do Carnaval                  | Gastão                           |
| 1954 | Destino em Apuros                   |                                  |
| 1953 | O Craque                            |                                  |

### Na TV
| Ano  | Título                     | Personagem     | Notas                      |
| ---- | -------------------------- | -------------- | -------------------------- |
| 1995 | Tocaia Grande              | Coronel Ilídio |                            |
| 1990 | Fronteiras do Desconhecido | Zé Viana       | Episódio: "A Rua do Salto" |
| 1990 | Mãe de Santo               | Seu Vanarolli  | [ 1 ]                      |
| 1990 | Desejo                     | Médico         | [ 2 ]                      |
| 1988 | O Primo Basílio            | Messias        |                            |
| 1987 | Bambolê                    | Flores         |                            |
| 1986 | Sinhá Moça                 | Fazendeiro     | [ 3 ]                      |
| 1985 | O Tempo e o Vento          | Chico Pinto    |                            |
| 1982 | Sol de Verão               | Gabriel        |                            |
| 1974 | O Espigão                  | Martiniano     |                            |
| 1952 | Grande Teatro Tupi         | —              | Episódio: "Massacre"       |